# Entovalva nhatrangensis
Entovalva nhatrangensis (лат.) — вид морских эндосимбиотических двустворчатых моллюсков семейства Lasaeidae отряда Galeommatida. Этот вид был описан в 2010 году, и его видовое название nhatrangensis образовано от названия места, где он впервые был обнаружен, — залив Нячанг (англ. Nha Trang) во Вьетнаме. Он обитает в пищеводе нескольких видов голотурий (морских огурцов). Этот моллюск считается скорее эндосимбионтом, чем паразитом, поскольку не причиняет вреда своему хозяину.

## Биологическое описание
Entovalva nhatrangensis может достигать до 9 мм в длину. Её очень маленькая, тонкая раковина является внутренней и полностью покрыта складками мантии, срастающимися над местом скрепления створок. Жабры маленькие, однако их строение сходно с таковым у свободноживущих двустворчатых. Нога значительно больше туловища, она уплощена в дорсо-вентральном направлении и заключает в себе пищеварительные дивертикулы и гонады. От трёх ранее описанных видов рода Entovalva Entovalva nhatrangensis можно отличить по форме тела и ноги, а также по тому, что у неё наружный эпителий целиком окутывает всё тело.

## Образ жизни
Как говорилось выше, Entovalva nhatrangensis является эндосимбионтом и обитает в пищеводе голотурий. В ходе исследования, проведённого в 2010 году, на мелководье залива Нячанг во Вьетнаме было выловлено 23 особи голотурий Holothuria spinifera. В пищеводах 22 из них был обнаружен двустворчатый моллюск. Общее число моллюсков в одной голотурии в среднем составляло 84 и колебалось от 1 до 167. Другая голотурия, Holothuria leucospilota, также может выступать в роли хозяина Entovalva nhatrangensis, однако из 30 голотурий, выловленных в том же месте, только в одной были обнаружены двустворчатые моллюски в количестве только лишь 5.
Вначале было предположено, что Entovalva nhatrangensis всасывает питательные вещества через эпителий. Однако это предположение было опровергнуто, так как поверхность мантии покрыта тонкой кутикулой, препятствующей всасыванию (абсорбции). В желудке этого двустворчатого были обнаружены диатомовые водоросли, поэтому, вероятнее всего, Entovalva nhatrangensis отфильтровывает их и другие органические частицы через жабры из содержимого пищевода, в котором находится моллюск.

## Размножение
Entovalva nhatrangensis является протандрическим гермафродитом, то есть сначала особь функционирует как самец, а потом — как самка. Большая часть самцов имеет длину тела 1,5—3 мм и, когда длина его тела становится больше 3 мм, он становится самкой, чья длина тела может достигать 9 мм. Оплодотворение происходит, когда самец погружает 1—3 сперматофора (пакеты со спермой, стенка пакета образуется особыми железами, расположенными в сифоне самца) в мантийную полость самки. Неизвестно, как именно он это делает, но, вероятнее всего, так как обычно самцы этого вида значительно мельче самок, самцы передвигаются по сифону самки, чтобы закрепить сперматофор в нужном месте. Яйца оплодотворяются, когда они выходят через половое отверстие в сифон. Образующиеся личинки развиваются в сифонах, пока у них не образуется рудиментарная раковина (D-форма личинки). Затем, предположительно, личинка проходит через кишку голотурии наружу и некоторое время ведёт планктонный образ жизни.